# Nueva imagen
Nueva Imagen es la denominación que se da a la corriente integrada por una serie de pintores estadounidenses que comenzaron a pintar a mediados los setenta y durante los años ochenta del siglo XX. La denominación proviene de la exposición New Image Painting, celebrada en el Museo Whitney de Arte Americano de Nueva York en 1978. 
En realidad, es la corriente americana de lo que en Europa se llamó neoexpresionismo (principalmente, en Alemania), tendencia a la que también se pueden adscribir la transvanguardia italiana y la Figuración libre francesa. Dichas corrientes se dieron a conocer en Nueva York, alcanzando gran éxito. También tienen, como precedente propiamente estadounidense, la obra de Philip Guston. No obstante, se observa entre los nuevos imaginistas una mayor diversidad que entre sus homólogos europeos. Dentro de las corrientes nuevo imaginistas pueden citarse el grafiti, pattern & decoration y la bad painting. Supuso un regreso al cuadro después de que el arte contemporáneo, dominado por lo conceptual, se hubiera centrado en otros comportamientos artísticos como el happening o las instalaciones.
Unen en el mismo cuadro elementos diversos, como figuración y abstracción, o elementos del arte culto con otros del arte popular. Las imágenes son emocionales y expresivas. Suelen emplear grandes formatos y usar la pintura al óleo. Su estilo resulta estridente, con un estilo que recuerda a la historieta.
Pueden citarse como artistas nuevo imaginistas a los Bad painting Julian Schnabel y David Salle; Jonathan Borofsky, Eric Fischl, Sander Alners, Robert Kushner, Robert Longo, Malcolm Morley, Robert Zakanitch y Susan Rothenberg.